# Juan Ayora
Juan Ayora (?, Écija - Monestir de San Pedro de Villanueva, 24 de maig de 1569) fou bisbe d'Oviedo. Estudiant de dret a la Universitat de Salamanca, fou batlle de Casa i Cort a l'Audiència Reial de Granada i inquisidor a Logronyo i a Conca abans de ser promogut a bisbe d'Oviedo el 1567, prenent possessió del càrrec aquell mateix any.